# 土師部
土師部（土部、はじべ）は、6世紀から7世紀にかけての古代日本に存在した職業部（品部）の一つ。土師連の管理下で埴輪をはじめとする土師器製造や古墳築造、およびそれらに関連する業務に従事した。

## 概要
『日本書紀』は巻第一に、土師連のことを述べている。
巻第六には垂仁天皇32年の野見宿禰による埴輪作成の起源説話が見られる。その中に、
とあるのが文献における土師部の初出である。出雲国の土部壱佰人については、『類聚三代格』に引用する延暦16年（797年）4月23日の太政官符に、
とあり、また『続日本紀』巻第三十六の天応元年（781年）にも、土師古人・土師道長らの奏上の中にに「出雲国土部三百余人」とある。
『書記』巻第十四には雄略天皇17年（推定473年）の贄土師部の由来として、土師連の祖である吾笥（あけ）が朝夕の膳部に用いる清浄な食器を作るために、摂津国・山背国・伊勢国・丹波国・但馬国・因幡国の諸国から私の民部（かきべ）を朝廷に進上したという話もある。
これらの文献や、木簡・瓦刻銘などによって、出雲国のほか、遠江国・下総国・常陸国・美濃国・武蔵国・丹後国・但馬国などに「土師部」の存在が知られており、『和名類聚抄』の「土師郷」「埴土郷」の分布も含めると、河内国・和泉国・上野国・下野国・丹波国・因幡国・備前国・阿波国・筑前国・筑後国にも及んでいる。各地の土師部は必要に応じて朝廷に招集され、古墳築造や埴輪などの土師器の製造に従事し、あるいは、郷里で土師連の要求する物資を貢納したり、その他の古墳の築造を行ったり、都で土木作業に従事したものもいたと推定される。河内の百舌鳥古墳群・古市古墳群・大和の菅原古墳群など、5世紀代の大古墳群近辺に居住し、その築造や葬礼に貢献していたものもいたと思われる。
律令制においては、治部省諸陵司（天平元年（729年）8月に「諸陵寮」となる）の伴部として土部10人がおり、諸陵正の担当する朝廷の葬礼を管掌している。『令義解』によると、土部には土師宿禰のうちから選出され、年齡や位階の上のものから「大連」・「少連」と称したという。喪葬令には、「三位以上、及び、皇親は、みな土部が礼制（らいせい）（＝凶礼。喪事の儀礼）を示すように」とある。
奈良時代中期（8世紀中頃）以降に火葬が普及すると、土部は次第に消滅していったものと思われる。